# 올림피아 멜린테
올림피아 멜린테(루마니아어: Olimpia Melinte, 1986년 11월 7일 ~ )는 루마니아의 배우이다.

## 출연 작품
- 할리 앤드 더 데이빗슨스 (2016)
- 카니발 (2013)
- 킬링 타임 (2012)
- 드래프트 7 (2011)